# Mikrohullámú sütő

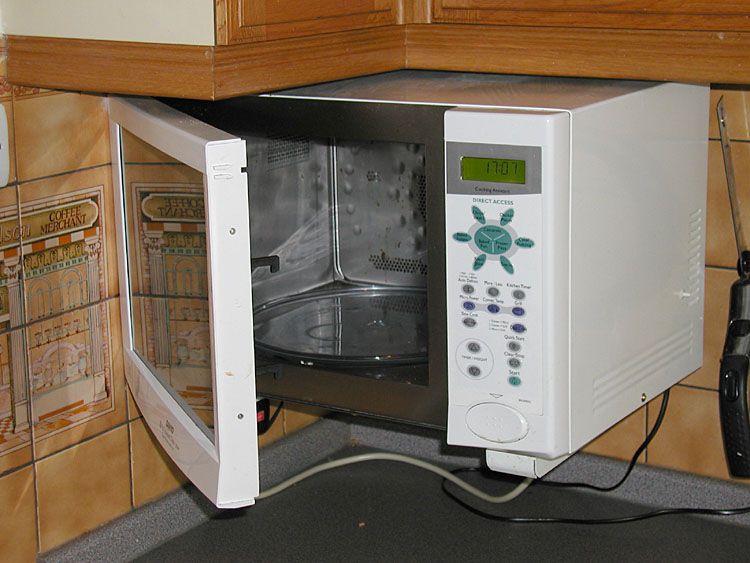
Nyitott ajtajú, nyomógombokkal beállítható mikrohullámú sütő

A mikrohullámú sütő (köznapi nevén: mikrosütő, mikró) olyan konyhai berendezés, amely mikrohullám segítségével melegíti fel a beletett ételt vagy folyadékot. Feltalálója Percy Spencer amerikai mérnök volt, aki 1946-ban egy radaralkatrész kifejlesztésén dolgozott, és egy véletlen folytán felfedezte, hogy a mikrohullámú sugárzás az ételek felmelegítésére is alkalmas.
A sütő mikrohullám segítségével forgatja és rezgeti a melegítendő anyag dipólusmolekuláit, aminek következtében a melegítésre szánt anyag belsejében súrlódási hő fejlődik, és ez melegíti fel az ételt. A sütő erről kapta a nevét.

## Működése

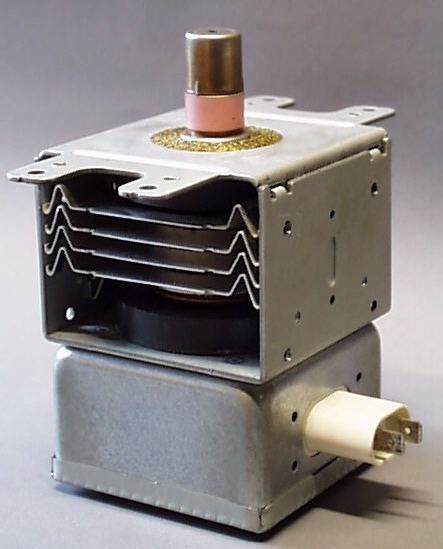
Egy mikrohullámú sütő magnetronja

A mikrosütőben 2,45 GHz frekvenciájú elektromágneses hullámok, más néven mikrohullámok képződnek. A hullámforrás a magnetron, ez a berendezés lelke. A magnetronban az elektromos energia mikrohullámú energiává alakul át. A mikrohullámok üreges vezetőn jutnak át a sütőtérbe, ahol állóhullámok alakulnak ki, ezért az egyenletes hőhatás érdekében az ételt tartó tálcát forgatni kell. Rendszerint egy üvegtálon forog a ráhelyezett étel. A nagyfrekvenciájú hullámok bizonyos mélységig behatolnak a melegítendő anyagba, és mozgásba hozzák a víz-, zsír- és cukormolekulákat. A molekulák egymás melletti elmozdulása következtében jelentős mennyiségű súrlódási hő keletkezik. Ez a hő belülről melegíti fel a mikrosütőben elhelyezett ételt vagy italt, ellentétben pl. a gázon való sütéssel, amikor a hő kívülről, hőáramlással melegíti az ételt. A készülékben lévő két ventilátor közül az egyik a magnetront hűti, a másik a sütőteret szellőzteti; ez a beépített változatokra jellemző, míg az asztali mikrohullámú sütőket általában egy ventilátorral gyártják.
A háztartási mikrosütők hasznos teljesítménye 1 kW körüli, a berendezés ennek kb. a dupláját veszi fel. A melegítési időt mechanikus vagy elektronikus óra segítségével lehet beállítani, de a kikapcsológombbal vagy az ajtó kinyitásával is megszakítható a folyamat. (Az ajtó kinyitásakor egyes készülékek nem nullázzák le az órát, az ajtó becsukásakor tehát a melegítés folytatódik.)
A készülék ajtajában fém védőháló van, ami megakadályozza a mikrohullámok kijutását és kültéri roncsoló hatását.
 A védőháló, illetve az ajtó sérülése esetén a készülék a közvetlen közelében égési sérülést okozhat, ezért az ilyen készülék használata tilos.

## Az étel melegedésének fizikája
A mikrohullámokat az ételben lévő molekulák különböző mértékben elnyelik, leginkább a vízmolekulák. Ez azért van, mert a vízmolekula elektromosan polárosan viselkedik, mivel az elektromos töltések nem egyenletesen oszlanak el benne. Elektromos tér jelenlétében a vízmolekulára olyan erő hat, ami az elektromos tér irányának megfelelő irányba akarja forgatni a molekulát. Mivel a mikrohullám egy nagyfrekvenciájú elektromágneses hullám, ezért benne az elektromos tér iránya igen gyorsan az ellentétes irányba változik (másodpercenként 2,45 milliárd alkalommal). Ez a frekvencia optimális a vízmolekulák szempontjából, mert ennek megfelelő idő alatt éppen 180°-ot fordulnak el. Ahogyan a vízmolekulák mozognak, ütköznek a velük érintkező egyéb molekulákkal és mozgási energiájuk egy részét átadják. A végeredmény az, hogy az étel felmelegszik. (A fagyasztott étel felmelegítése azért is tart hosszabb ideig, mert a jég szilárd anyag, a megfagyott vízmolekulák nem mozognak olyan könnyen, mint a víz folyékony állapotában.) Ugyanebből az okból nehezebben melegszenek fel a kevés vizet tartalmazó ételek.
A sütő fém belseje pontosan meghatározott méretű, amiben a besugárzott mikrohullámok a sütő faláról visszaverődnek, és állóhullámok alakulnak ki. Az étel elhelyezésére használt alsó felület egyes pontjain a hullámok erősítik, máshol kioltják egymást. Ezért az ételt tartó üvegtálcát a sütő forgatja, ha a sütő be van kapcsolva, hogy az étel egyenletesen melegedjen fel (ha a tálca nem forog, az étel bizonyos részei túlságosan felmelegszenek, más részei hidegek maradnak).
A magnetron teljesítménye adott, a magnetronra jellemző állandó érték, azt szabályozni csak nagyon kis mértékben lehet. A kezelőszerveken beállítható teljesítmény-fokozat nem közvetlenül a magnetron teljesítményét vezérli, hanem szakaszos üzemben működteti: minél kisebb értékre állítjuk be, annál ritkábban kapcsolja be a készülék. Így az ételen belül kialakult hőmérséklet-különbségek a szünetekben jobban kiegyenlítődnek. Folyékony ételek esetén a teljesítmény-szabályozásnak nincs különösebb haszna, csak a melegítés idejét hosszabbítja meg. Például a levest a sütőből kivéve, megkeverve időt spórolhatunk, ha teljes teljesítményen melegítjük.

## Fémtárgyak a mikróban
Alapszabály, hogy semmiféle fémtárgyat (kanál, villa, fémedény, alufólia, fémtartalmú festékkel bevont tányér stb.) nem szabad a mikrohullámú sütőbe helyezni, mert ez a sütő, illetve a fém tárgy károsodását okozhatja. Ugyanakkor ez alól lehetnek speciális kivételek (lásd lejjebb).
A fém felületekről a mikrohullám visszaverődik, ami megváltoztatja a mikrohullámok útját, így azok visszajuthatnak a magnetronba, ami annak túlmelegedését és végső soron tönkremenetelét okozhatja.
Mivel a fémek nagy számban tartalmaznak szabad elektronokat, ezeket az elektronokat a mikrohullámok elektromos tere mozgásba hozza, tehát elektromos áram indul meg a fémben. A fémek az elektromos áramtól felmelegszenek, ami olyan mértékű lehet, hogy a fém egyes részei megolvadnak.
A fémek hegyes végződésein, élein (pl. villa hegye, alufólia éle) olyan nagy lehet az elektromos térerősség, hogy elektromos szikra keletkezik. Ez akkor okoz gondot, ha az elektromos szikra a fémtárgy hegye és a sütő fém fala között jön létre, mert a sütő fala ennek következtében kilyukadhat, így a sütő használata veszélyessé válik.
Kivételek
Ha a sütő gyártója megengedi fémtárgyak használatát, a sütő kézikönyvében pontosan megadja azok alkalmazásának módját és korlátait (például az alufólia mérete, használata). A sütőbe helyezett fémtárgy (például alufólia, kanál, villa) a tálca forgása során soha ne érjen hozzá a sütő falához (ezt még a sütő bekapcsolása előtt ki lehet próbálni a tálca kézi forgatásával).
Számos gyártó kifejezetten előírja a csészében (bögrében, pohárban stb.) melegített folyadékba helyezett kanál használatát, s ezzel megelőzhető a víz késleltetett forrása, ami rendkívül balesetveszélyes.

## Amit nem ajánlott a mikróba tenni
- Keménytojás -  a főtt tojás melegítése esetén a tojás sárgája jobban melegszik, mint a fehérje, ezért még a félbevágott tojás is felrobbanhat.
- Őrölt csípős borssal megszórt étel - a bors felhevülhet és meggyulladhat, vagy a sütőből való kivételkor az ember szemébe juthatnak a belőle felszabaduló gázok (ennek hatása hasonló, mint a gázspré).
- Mosogatószivacs - a mikrohullám elpusztítja a szivacson megtelepedő baktériumokat, azonban amikor a szivacs a mikróban kiszárad, felhevül, amitől megolvadhat vagy lángra kaphat. Ha mindenképpen fertőtleníteni szeretnénk ilyen módon, előtte be kell áztatni a szivacsot vízbe, és ha a mikróban már lecsökken a belőle kiáramló gőz mennyisége, ki kell kapcsolni a sütőt.
- Régi (gyakran festett) tányérok - készítési technológiájukból adódóan fémet tartalmaznak, amitől jobban felmelegszenek, mint a bennük lévő étel. A régebbi tányérok ólmot is tartalmazhatnak, ami mérgező és beszivároghat az ételbe.
- Műanyag tartóedények, ételes dobozok - ha a gyártó külön nem jelöli a dobozon a mikrosütőben való használatot, nem szabad használni a mikróban, mert olyan kémiai anyagok válnak ki belőle, amik károsak az egészségre (pl. a BPA tartalom miatt).
- Papírzacskó - a pattogatott kukorica tartalmú zacskót kivéve a közönséges papír nincs felkészítve a mikróban való használatra, melegítéskor mérgező anyagok szabadulhatnak fel belőle, vagy kigyullad. A pattogatott kukorica zacskója speciális anyaggal van kezelve, emiatt vastagabb és fogása nedves érzetet kelt.
- Nedves, elázott pénz - nem praktikus mikróban szárítani, mivel nehéz megítélni, hogy mikorra párolog el a nedvesség, ami után a pénz könnyen elég.[3]

## Használata
A különböző anyagok nem egyformán nyelik el a mikrohullámokat, tehát eltérő mértékben és sebességgel melegszenek fel.
Mivel a mikró használata során általában az ételből gőz szabadul fel, célszerű a sütő ajtaját ilyenkor legalább pár percig nyitva hagyni, hogy a pára eltávozhasson. Sok sütő éppen emiatt bekapcsolva tartja a ventilátorát egy darabig. Ellenkező esetben a pára a sütő belsejében lecsapódik és ez elősegíti a belső festés leválását, és az egyéb alkatrészek károsodását.

## További tudnivalók
- Az elektromágneses hullámok nem hoznak létre „Maillard reakciót” (a Maillard hatás az aminosavak és cukrok között jön létre), ami karamellizálja például a tejet. Az újabb típusok ennek érdekében halogénlámpát is tartalmaznak, ami elősegíti a „Maillard reakciót”.
- Biztonságosabb kanalat helyezni a mikróba, mint villát, mert a kanálnak lekerekített széle van, míg a villának hegyes végei, amiken könnyen keletkeznek szikrák (ha a villa vége nincs folyadékban vagy beleszúrva valamibe).[5]
- A mikrosütőből kivett étel nem „sugároz”, a mikrohullámok nem maradnak benne az ételben.
- A mikrosütők túlnyomó többségének ajtaja jobbról balra nyílik (a kevés kivétel a fentről lefelé nyíló ajtó, ilyen ajtóval a konyhabútorba építhető mikrohullámú sütők készülnek). Gyakorlatilag nem gyártanak olyan mikrohullámú sütőt, aminek a kezelőszervei a bal oldalon vannak és az ajtaja jobbra nyílik. Ennek történelmi és gazdaságossági okai vannak. Kezdetben jogosan feltételezték, hogy az emberek többsége jobbkezes, ezért a kezelőszerveket és a kijelzőt a készülék jobb oldalán helyezték el. Így az ajtó nyitásához szükséges zsanérok az ajtó bal oldalára kellett hogy kerüljenek, vagyis az ajtót bal kézzel megfogva, balra húzva lehet kinyitni. A gyártók szempontjából ez gazdaságossági kérdés, mivel elméletileg lehetne gyártani jobbra nyíló ajtajú mikrohullámú sütőt is, azonban a kezelőszervek áthelyezése a bal oldalra a készülék belsejének áttervezését igényelné, amit másik gyártósoron, más alkatrészekkel lehetne legyártani. Ennek a fejlesztési és gyártási költségvonzatait eddig (2017) egyetlen gyártó sem vállalta be (igény pedig lenne rá egyrészt a balkezesek részéről, másrészt sok konyhában kevés a hely, és csak ilyen sütő férne el).[6]  Gyártanak balról jobbra nyíló ajtajú mikrohullámú sütőket, ezek kezelőszervei az ajtó alatt találhatók.

## Külső hivatkozások
- How Stuff Works
- How Does A Microwave Oven Work? 			 Archiválva 2015. június 16-i dátummal a Wayback Machine-ben
- The Physics of Microwave Ovens
- Why Can't You Put Metal in the Microwave?
- Why does metal spark in a microwave?